# 美头火绒草
美头火绒草（学名：Leontopodium calocephalum）为菊科火绒草属的植物，为中国的特有植物。分布在中国大陆的青海、四川、云南、甘肃等地，生长于海拔2,800米至4,500米的地区，见于沼泽地、针叶林下、灌丛、石砾坡地、亚高山草甸、高山、湖岸、冷杉或林缘。

## 异名
- Leontopodium calocephalum (Franch.) Beauv. var. depauperatum Ling
- Leontopodium calocephalum (Franch.) Beauv. var. uliginosum Beauv.